# 单叶绞股蓝
单叶绞股蓝（学名：Gynostemma simplicifolium）为葫芦科绞股蓝属下的一个种。

## 扩展阅读
- 維基物種上的相關：单叶绞股蓝